# He Jingying
He Jingying, född 1865, död 1919, var en av de första kvinnliga läkarna i modern medicin i Kina, och en av de första kinesiska kvinnorna som studerade utomlands.

## Biografi
He Jingying kom från en familj av kristna kinesiska konvertiter. Hennes far beskrivs som den första kristna konvertiten i Sydkina. Hon utbildade sig vid Foochow Boarding School for Girls och praktiserade vid Foochow Women's Hospital, innan hon 1884 utsågs till en av tre kinesiska kvinnor som genom missionärers försorg fick möjlighet att studera i USA. Hon tog examen vid Ohio Wesleyan University och studerade sedan till läkare i Philadelphia vid Women's Medical College of Pennsylvania, där hon tog sin läkarexamen 1892. Som utlandsstudent och läkare i modern medicin var hon en pionjär både för kvinnor i Kina men också för kineser över huvud taget. Hon återvände till Kina 1895, där hon verkade som läkare i Fuzhou. Hon var Kinas representant i International Congress of Women 1898, och därmed den första kvinna som fått representera Kina i ett internationellt sammanhang. 